# Elena Bečke
Elena Jur'evna Bečke (in russo Елена Юрьевна Бечке?; Leningrado, 7 gennaio 1966) è un'ex pattinatrice artistica su ghiaccio sovietica, dal 1991 russa, specializzata nel pattinaggio artistico su ghiaccio a coppie.

## Palmarès

### Con Denis Petrov
| Internazionali            | Internazionali | Internazionali | Internazionali | Internazionali | Internazionali |
| Evento                    | 1987–88        | 1988–89        | 1989–90        | 1990–91        | 1991–92        |
| ------------------------- | -------------- | -------------- | -------------- | -------------- | -------------- |
| Giochi olimpici invernali |                |                |                |                | 2°             |
| Campionati mondiali       |                | 3°             |                | 4°             | 4°             |
| Campionati europei        |                |                |                | 2°             | 2°             |
| Goodwill Games            |                |                |                | 3°             |                |
| Internationaux de Paris   | 1°             |                | 1°             |                | 3°             |
| Prize of Moscow News      | 6°             | 2°             |                |                |                |
| Nations Cup               |                |                | 1°             |                |                |
| NHK Trophy                |                | 2°             | 1°             | 1°             |                |
| St. Ivel International    |                | 2°             |                |                |                |
| Nazionali                 |                |                |                |                |                |
| Campionati sovietici      | 4°             | 4°             | 4°             | 3°             | 1°             |
| USSR Cup                  | 2°             | 1°             |                |                |                |

| Evento                              | 1992 | 1993 | 1994 | 1995 | 1996 | 1997 | 1998 | 1999 |
| ----------------------------------- | ---- | ---- | ---- | ---- | ---- | ---- | ---- | ---- |
| Campionato del mondo professionisti | 2°   | 2°   | 2°   | 2°   | 1°   |      |      | 2°   |
| US Open Pro                         | 2°   | 1°   | 1°   |      | 1°   |      |      |      |
| Challenge of Champions              | 4°   | 2°   | 3°   | 3°   | 1°   |      |      |      |
| ESPN Pro                            |      |      |      |      |      |      |      | 1°   |
| Jefferson Pilot Pro                 |      |      |      |      |      |      |      | 2°   |
| Campionati canadesi professionisti  |      |      |      |      | 1°   |      |      |      |
| Miko Masters                        |      | 1°   |      |      |      |      |      |      |
| Metropolitan Open                   |      |      |      | 3°   |      |      |      |      |
| North American Open                 |      |      | 3°   |      |      |      |      |      |

### Con Valerij Kornienko
| Internazionali                       | Internazionali | Internazionali | Internazionali | Internazionali | Internazionali | Internazionali | Internazionali |
| Evento                               | 1980–81        | 1981–82        | 1982–83        | 1983–84        | 1984–85        | 1985–86        | 1986–87        |
| ------------------------------------ | -------------- | -------------- | -------------- | -------------- | -------------- | -------------- | -------------- |
| Campionati europei                   |                |                |                |                |                | 3°             |                |
| Skate America                        |                |                |                |                |                | 2°             |                |
| Skate Canada                         |                |                |                |                | 1°             |                |                |
| Grand Prix International St. Gervais |                |                |                |                | 1°             |                |                |
| Prize of Moscow News                 |                |                |                | 3°             | 3°             | 3°             | 2°             |
| Nebelhorn Trophy                     |                |                |                |                | 1°             |                |                |
| Prague Skate                         |                |                | 2°             |                |                |                | 2°             |
| Universiadi                          |                |                |                |                |                |                | 2°             |
| Nazionali                            |                |                |                |                |                |                |                |
| Campionati sovietici                 |                | 6°             |                | 3°             | 4°             | 5°             |                |
| Spartakiadi                          |                |                |                |                |                | 2°             |                |
| USSR Cup                             | 5°             |                | 2°             | 1°             | 2°             |                |                |